# Polyipnus matsubarai
Polyipnus matsubarai és una espècie de peix pertanyent a la família dels esternoptíquids.

## Descripció
- Fa 9,7 cm de llargària màxima.
- Nombre de vèrtebres: 33.[6][7]

## Hàbitat
És un peix marí, de clima subtropical i bentopelàgic que viu entre 20 i 500 m de fondària (normalment, entre 80 i 130).

## Distribució geogràfica
Es troba al Pacífic nord-occidental: el Japó, el mar de les Filipines i Hawaii.

## Observacions
És inofensiu per als humans.